# NGC 5443
NGC 5443 este o galaxie spirală situată în constelația Ursa Mare. A fost descoperită în 14 aprilie 1789 de către William Herschel. Se află la o distanță de 30,48 de megaparseci de Pământ.